# Miki Solus
Miki Solus je hrvatski glazbenik.

## Životopis
Svira rap, šansone i jazz. Nastupa na klaviru. Do danas je snimio četiri dugosvirajuća albuma, tri EP-a i jedan album uživo. Također se bavi skladanjem glazbe za kazališne predstave.

## Diskografija
Diskografija:
- Muzika sumnjive kvalitete, studijski album, LP, 2011.
- Bojim se muzičkih kritičara, EP, 2012.
- Bolesni tekstovi sa super mjuzom, EP, 2014.
- Muzika za djecu i penzionere, studijski album, LP, 2015.
- Koncert za klavir, bas i cajon, album uživo, 2015.
- Rep na harmonici, EP, 2016.
- Carevo novo ruho (pjesme iz kazališne predstave), 2017.
- Hamburgeri, kvizovi i craft pive, studijski album, LP, 2020.

## Vanjske poveznice
- Facebook
- YouTube
- BandCamp
- Discogs